# Yurok

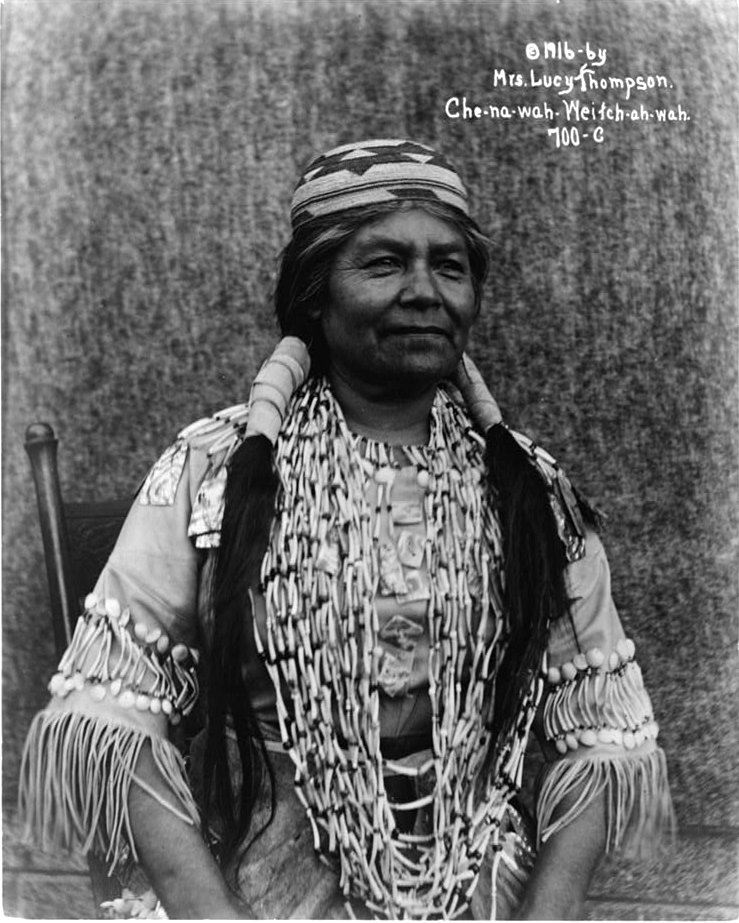
Lucy Thompson w tradycyjnym stroju plemienia Yurok

Yurok (nazwa z języka sąsiedniego plemienia Karuk oznacza „Ludzie żyjący w dole rzeki”) – plemię indiańskie, zamieszkujące w przeszłości obszar wzdłuż wybrzeża pacyficznego północno-wschodniej części stanu Kalifornia i południowej części Oregonu. Obecnie żyją w kilku rancheríach i w Rezerwacie Plemienia Yurok w Hrabstwie Humboldt.
Yurokowie tradycyjnie żyli wzdłuż rzeki Klamath, jednej z największych rzek Kalifornii, przez co trudnili się połowem ryb w tej rzece, choć także łowili ryby i małże w oceanie.
Język yurok należy do rodziny języków algonkiańskich.